# 電子蕊
電子蕊（英語：Electronicore）是一個混合後硬核和/或金屬核與電子音樂的音樂類型。

## 特色
一些現代的後硬蕊樂團，開始將這種音樂與電子音樂結合，創造出所謂的電子蕊或混音蕊（Synthcore）樂團利用金屬蕊的BreakDown、吼腔結合混音、電子音效與Auto-Tune處理。混合的電子音樂種類包括迴響貝斯、鐵克諾音樂、出神音樂。
這些團體多源自英國、美國與加拿大。Sumerian唱片提到：「近期有太多的「電音/硬蕊」音樂了。」他們旗下的樂團I See Stars被認為是這種音樂類型的始祖，樂團首張專輯《3-D》正是混音蕊（Synthcore）音樂中最熱門的。其他將後硬蕊或金屬蕊與電子音樂結合的樂團有Abandon All Ships、Attack Attack!、Asking Alexandria、Enter Shikari、Sky Eats Airplane、與Soul Of Ears